# Kotalampi
Kotalampi är en sjö i Finland. Den ligger i kommunen Jyväskylä i landskapet Mellersta Finland, i den södra delen av landet, 230 km norr om huvudstaden Helsingfors. Kotalampi ligger 164 meter över havet. Arean är 2,1 hektar och strandlinjen är 0,54 kilometer lång. Sjön  ingår i Kymmene älvs huvudavrinningsområde.   I omgivningarna runt Kotalampi växer i huvudsak blandskog.